# Frente de Libertação do Arquipélago da Madeira
El Frente de Libertação do Arquipélago da Madeira, FLAMA (Front d'Alliberament de l'Arxipèlag de Madeira) fou un moviment independentista de Madeira que volia independitzar l'arxipèlag de Portugal, paral·lel al Front d'Alliberament de les Açores. El FLAMA va portar a terme 200 accions armades en els anys 1974-1975, durant la Revolució dels Clavells, reivindicant la independència de l'arxipèlag. Sembla que el moviment era finançat per maderesos emigrats als EUA i per polítics locals temerosos de la instauració d'un govern d'extrema esquerra a Lisboa.
Posteriorment amb la instauració del règim autonòmic de Madeira i l'estabilització política a Portugal, el sentiment independentista es va apaivagar. Hom afirma que un dels seus principals activistes fou Alberto João Jardim, cap del govern autonòmic local, president local del Partit Socialdemòcrata Portuguès i vicepresident del Partit Popular Europeu.

## Membres de la direcció
- João Batista de Sá
- João Costa Miranda[5]
- Daniel Drumond[6]